# Shine (album de Daniel Peixoto)
Pour les articles homonymes, voir Shine.
Albums de Daniel Peixoto
Mastigando Humanos
(2011) TBA
(2013)
Shine est un EP de le chanteur Brésilien Daniel Peixoto sorti dans le monde le 27 juin 2011, sous le label AbatJour Records. Peixoto a été choisi "Artiste de la semaine» dans le vote de MTV de New York.
Le premier single, "Eu Só Paro Se Cair" (Je m'arrête seulement quand je tombé) atteint le numéro dix sur le allemand Airplay. Le single "Shine" a été publié le 16 février 2013 avec un vidéo-clip tourné dans les plages tropicales de Fortaleza,.

## Liste des titres
1. Shine (feat. Nayra Costa) – 4:08
2. Flei (feat. Carol Teixeira) – 3:16
3. Eu Só Paro Se Cair – 4:18
4. Come to Me (Disco Killah Remix) – 5:06
5. I Trust My Dealer (Bloodshake Remix) – 4:50

## Classements de ventes
| Classement       | Meilleure position |
| ---------------- | ------------------ |
| AllemagneAirplay | 10                 |